# Antonius (Familienname)
Antonius ist ein römischer Gentilname sowie ein Familienname.

## Namensträger

### Gentilname
- Antonius Annianus, römischer Offizier (Kaiserzeit)
- Antonius Natalis (Centurio), römischer Centurio
- Antonius Natalis (Verschwörer), römischer Verschwörer gegen Nero
- Gaius Antonius († 42 v. Chr.), römischer Staatsmann
- Gaius Antonius (Toreut), antiker römischer Metall-Kunsthandwerker
- Gaius Antonius Hybrida  (um/vor 106–nach 42 v. Chr.), römischer Staatsmann
- Gnaeus Antonius Fuscus, römischer Suffektkonsul 109
- Iullus Antonius (45–2 v. Chr.), Sohn des Marcus Antonius
- Lucius Antonius (1. Jahrhundert), römischer Staatsmann
- Lucius Antonius Albus (Konsul 102), römischer Suffektkonsul 102
- Lucius Antonius Albus (Arvalbruder), Arvalbruder und Sohn des Konsuls von 102
- Lucius Antonius Felix, römischer Centurio (Kaiserzeit)
- Lucius Antonius Marinianus, römischer Offizier (Kaiserzeit)
- Lucius Antonius Proculus, römischer Offizier (Kaiserzeit)
- Lucius Antonius Quadratus, römischer Soldat (Kaiserzeit)
- Marcus Antonius (86/83 v. Chr.–30 v. Chr.), römischer Politiker, Feldherr und Triumvir, Gegenspieler des Augustus
- Marcus Antonius Antyllus (47 v. Chr.–30 v. Chr.), Sohn des Triumvirn Marcus Antonius und dessen Ehefrau Fulvia
- Marcus Antonius Creticus († 71 v. Chr.), römischer Staatsmann, Prätor 74 v. Chr.
- Marcus Antonius Felix, römischer Ritter, Prokurator von Judäa
- Marcus Antonius Gordianus (um 159–238), römischer Kaiser, siehe Gordian I.
- Marcus Antonius Gordianus (um 192–238), römischer Mitkaiser. siehe Gordian II.
- Marcus Antonius Gordianus (225–244), römischer Kaiser, siehe Gordian III.
- Marcus Antonius Hiberus, römischer Konsul 133
- Marcus Antonius Memmius Hiero, römischer Statthalter
- Marcus Antonius Modianus, römischer Offizier (Kaiserzeit)
- Marcus Antonius Orator (143–87 v. Chr.), römischer Politiker und Redner
- Marcus Antonius Pallas († 62), Freigelassener Sklave der Kaiserinmutter Antonia
- Marcus Antonius Pallas (Konsul 167), römischer Suffektkonsul 167
- Marcus Antonius Pilatus, römischer Offizier (Kaiserzeit)
- Marcus Antonius Primus (30/35–um 81), römischer Politiker und Feldherr
- Marcus Antonius Rufinus, römischer Konsul 131
- Marcus Antonius Zeno (Priester), Sohn des Polemo, Priester in Laodikeia unter Claudius und Nero
- Marcus Antonius Zeno (Statthalter), römischer Statthalter von Thrakien und Suffektkonsul (148 n. Chr.)
- Marcus Antonius (Schauspieler), niederländischer Schauspieler
- Quintus Antonius Isauricus, römischer Suffektkonsul
- Quintus Antonius Silo, römischer Centurio (Kaiserzeit)
- Titus Antonius Claudius Alfenus Arignotus, römischer Offizier (Kaiserzeit)

### Familienname
- Brigitte Antonius (* 1933), burgenländische Schauspielerin
- George Antonius (1891–1942), libanesisch-ägyptischer Historiker
- Otto Antonius (1885–1945), österreichischer Zoologe und Paläontologe
- Patrik Antonius (* 1980), finnischer Pokerspieler
- Wilhelm Antonius († Anfang 1611), Buchdrucker